# Baluardo a San Giorgio

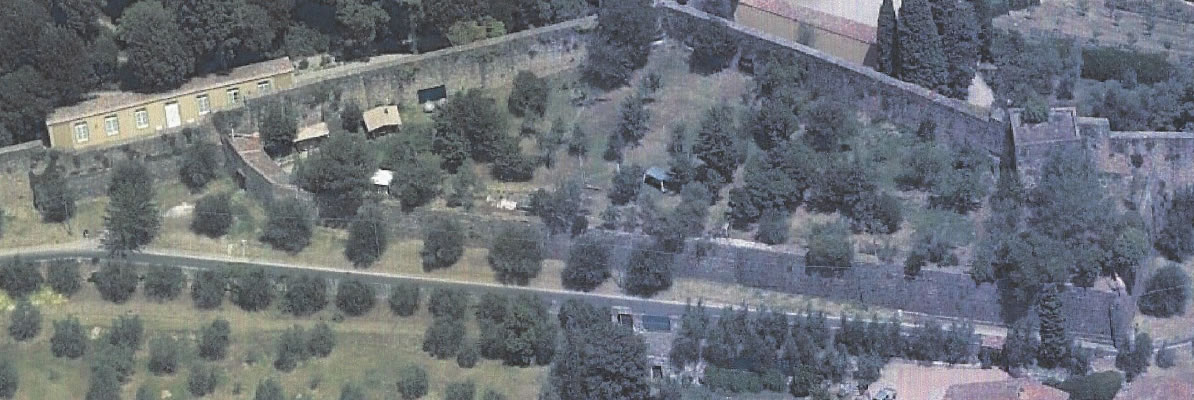
Il baluardo a San Giorgio, Firenze

Il baluardo a San Giorgio è un recinto di forma trapezoidale che fa parte d'una linea di fortificazioni storiche della città di Firenze. Situato vicino alla Porta San Giorgio, nel settore sud-ovest della città, viene chiamato anche Il baluardo della Ginevra, dalla presenza nelle vicinanze di una sorgente detta della Ginevra. 

## Storia

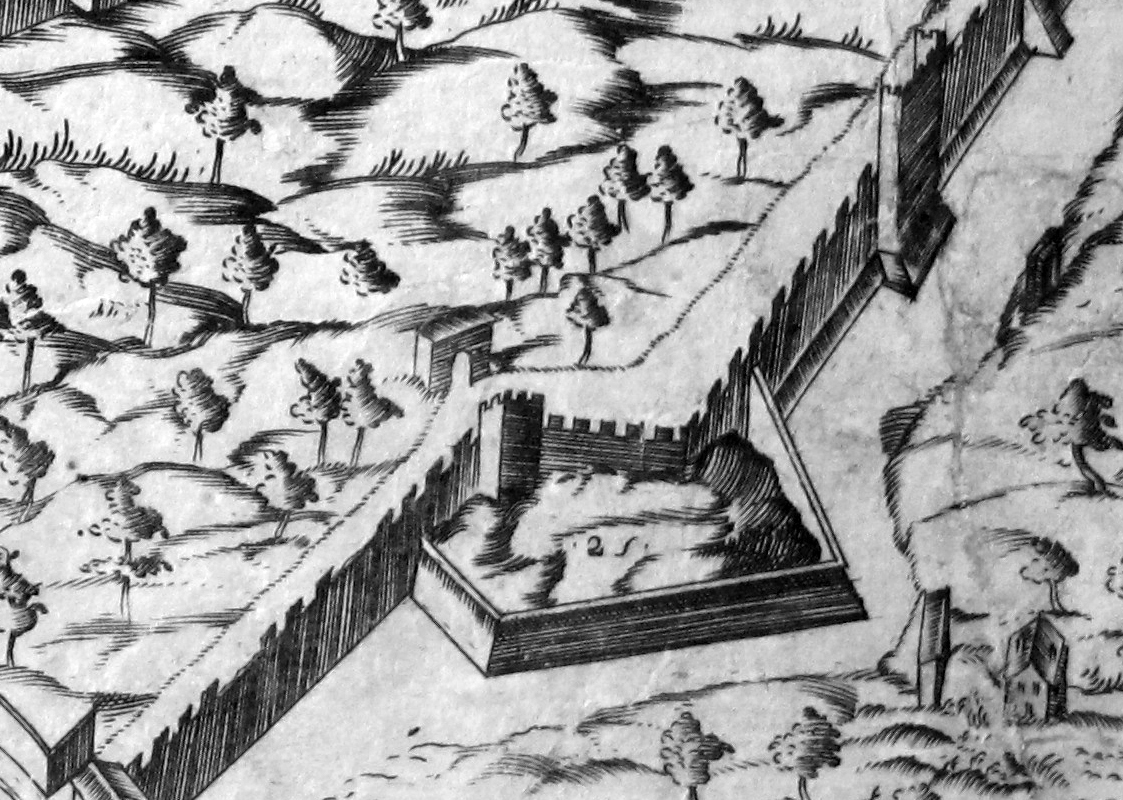
Pianta del Buonsignori, 1584, dettaglio del Baluardo a San Giorgio

Si addossa ad un tratto delle mura di Firenze costruite nell'epoca comunale, che dalla Porta San Giorgio discende fino alla Porta San Miniato. Questo tratto appartiene alla cerchia del 1258, come la Porta San Giorgio che è la più antica tra quelle ancora conservate in città. La cinta fu in questo punto rivista e restaurata, ma non mutata nel percorso, al momento della costruzione dell'ultima cerchia tra la fine del Duecento ed i primi del Trecento. 
Il baluardo a San Giorgio (o alla fonte della Ginevra) fu costruito per volere di Cosimo I de' Medici nel 1544 su uno dei bastioni eretti da Michelangelo Buonarroti in occasione dell'assedio di Firenze del 1529-30. L'idea di costruire un baluardo in questa posizione fu proposto già da Niccolò Machiavelli.  L'attuale baluardo si inserisce in un massiccio intervento di potenziamento militare della città, insieme con altri baluardi, in gran parte scomparsi, destinati a rafforzare alcuni punti chiave lungo la cinta medievale. 
Il baluardo ingloba una delle torri ed un tratto fortemente angolato delle mura stesse; proprio qui si conservano alcune cannoniere tagliate nella muratura medievale durante la realizzazione del bastione michelangiolesco.

## Epoca moderna

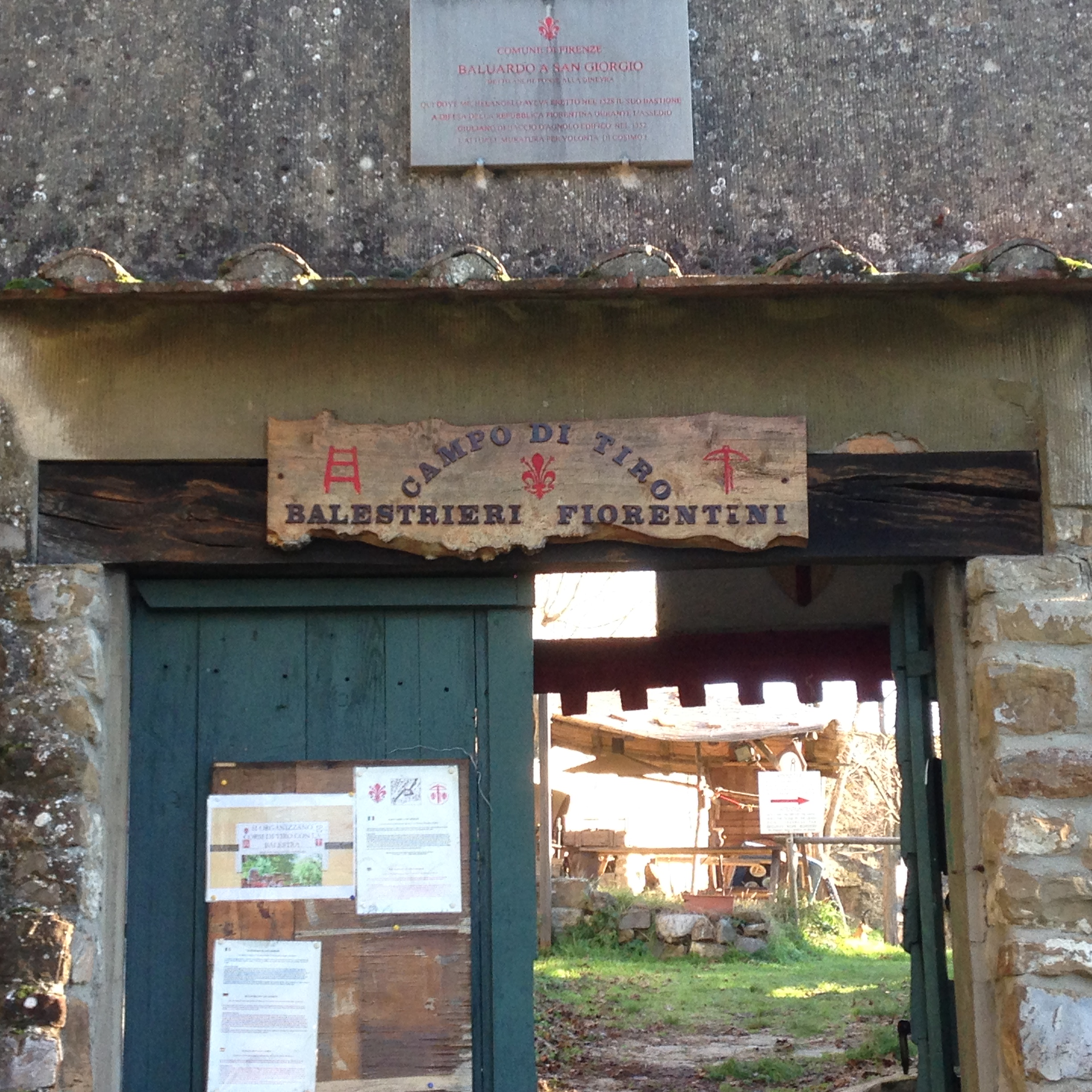
Via di Belvedere 2, La porta del baluardo a San Giorgio, Firenze

L'area, di proprietà comunale, è attualmente la sede e il campo di tiro della Compagnia balestrieri fiorentini e del corteo del Calcio storico fiorentino che curano la manutenzione del baluardo cercando di conservarlo così come è stato tramandato dalla storia.

## Il Palio del baluardo
Il Palio del baluardo è una festa tradizionale fiorentina che comprende una gara di tiro dalla distanza di 25 metri con la balestra tradizionale a braccio che si disputa tra otto compagnie di balestrieri. Vestiti in abbigliamento medioevale, questi concorrenti provengono da vari comuni di Toscana, Marche, Romagna, ed Abruzzo.